# Srđevac
Srđevac (cyr. Срђевац) – wieś w Czarnogórze, w gminie Bijelo Polje. W 2011 roku liczyła 257 mieszkańców.